# PCC-756 포항
PCC-756 포항'은 경상북도 포항시의 이름을 딴 대한민국 해군의 포항급 초계함 제1번함이다. 1987년 6월 포항시와 자매결연하고 매년 함정 공개행사를 열었다. 2009년 6월 30일 퇴역하여 현재 함선박물관으로 쓰이고 있다.

## 실전사례
1986년 동해 최전방에서 계속되는 경고에도 북방한계선(NLL)을 침범하는 북한 무장 선박을 침몰시키는 전공을 세우기도 했다. 2002년 제2연평해전에 참여하기도 했다.

## 같이 보기
- 포항급 초계함
- 천안함 사태